# William Taubman
William Chase Taubman (n. 13 noiembrie 1940, New York City, New York, SUA) este un politolog american. Biografia lui Nikita Hrușciov, redactată de el, a câștigat Premiul Pulitzer pentru biografie în 2004 și Premiul Cercului Național al Criticilor de Carte⁠(d) pentru biografii în 2003. 
Este absolvent al Liceului de Științe Bronx și a luat licența de la Universitatea Harvard în 1962; masteratul la Universitatea Columbia, în 1965; un Certificat de la Institutul Rus, 1965; și un doctorat la Universitatea Columbia, 1969.
În prezent, deține titulatura de profesor Bertrand Snell de științe politice la Colegiul Amherst. Soția lui, Jane A. Taubman, este profesoară de limba rusă la Amherst College. 
În 2006, a primit  un fellowship Guggenheim⁠(d).
Este fratele jurnalistului diplomatic Philip Taubman.

## Publicații
- Gorbaciov: Viața și timpurile (W. W. Norton & Company, 2017), ISBN: 978-0-393-64701-3.
- Hrușciov: Omul și epoca sa⁠(d) (W. W. Norton & Company, 2003), ISBN: 0-393-05144-7.
- Primăvara de la Moscova, împreună cu Jane Taubman (Summit Books, 1989), ISBN: 0-671-67731-4.
- Stalin's American Policy: From Entente to Détente to Cold War  (W W. Norton & Company, 1982), ISBN: 0-393-01406-1.
- Hrușciov și Hrușciov de Serghei Hrușciov, (redactor/traducător). (Boston: Little, Brown, 1990)